# Diplazium palaviense
Diplazium palaviense är en majbräkenväxtart som beskrevs av Robert G. Stolze.
Diplazium palaviense ingår i släktet Diplazium och familjen Athyriaceae. Inga underarter finns listade i Catalogue of Life.